# Титенков, Иван Иванович
Ива́н Ива́нович Титенко́в (бел. Іван Іванавіч Ціцянкоў; род. 5 ноября 1953, дер. Клеевичи, Костюковичский район, Могилёвская область, БССР, СССР) — белорусский государственный деятель.

## Биография
В 1981 году окончил Белорусскую сельскохозяйственную академию. В 1990—1994 годах — депутат Верховного Совета Беларуси. Активист избирательного штаба Александра Лукашенко на президентских выборах 1994 года. После победы стал управляющим делами президента Беларуси. Титенков в советские времена занимал посты заместителя завсельхозотделом Могилевского обкома партии и первого секретаря парткома Краснопольского района Могилевской области.
После завершения проведения, но ещё до оглашения итогов референдума 1995 года по вопросу о смене государственной символики с группой поддержки поднялся на крышу здания Дома правительства в Минске и снял бело-красно-белый флаг. Флаг был разорван «на сувениры»; на кусках управделами расписывался лично.
Был освобождён по собственному желанию от должности Управляющего делами Президента Республики Беларусь в 1999 году.